# Саймон Сміт
Саймон Сміт (англ. Simon Smith; нар. 14 січня 1958, Вегберг, Німеччина) — британський дипломат, з березня 2018 року Посол Сполученого Королівства у Південній Кореї. Надзвичайний і Повноважний Посол Великої Британії в Україні з вересня 2012 до березня 2015 року.

## Біографія
Народився 14 січня 1958 року в місті Вегберг у Німеччині. Закінчив коледж Ведгем Оксфордського університету, факультет іноземних мов. Володіє англійською, німецькою, російською, французькою та японською мовами; активно вивчає українську.
З 1986 року співробітник департаменту Східної Африки дипломатичної служби Великої Британії. У 1989–1992 роках працював у посольстві Великої Британії в Японії, де перебував на посадах другого, а згодом першого секретаря посольства. У 1995–1997 роках обіймав низку посад у британському МЗС у Лондоні, зокрема, був заступником директора департаменту Південної Європи, у 2002–2004 роках директором департаментів Північно-Східної Азії та Тихоокеанського регіону, у 2004–2005 роках директором департаменту зі східних питань. З 2005–2007 рр. директор департаменту з питань Росії, Південного Кавказу та Центральної Азії. У 1998–2002 роках він працював у британському посольстві в Москві на посаді консула з економічних і комерційних питань, відповідального за розвиток торгівлі й інвестицій. З 2007 по серпень 2012 року одночасно перебував на посадах Посла Великої Британії в Австрії, Постійного Представника Великої Британії в міжнародних організаціях у Відні та Керівника Ради Міжнародного агентства з атомної енергетики (МАГАТЕ).
З вересня 2012 до березня 2015 року Надзвичайний і Повноважний Посол Великої Британії в Києві.